# فلوسینونید
فلوسینونید (انگلیسی: Fluocinonide) یک گلوکوکورتیکوئید قوی است که به صورت موضعی به عنوان یک عامل ضد التهابی برای درمان اختلالات پوستی مانند اگزما و درماتیت سبورئیک استفاده می‌شود. این دارو خارش، قرمزی، خشکی، پوسته پوسته شدن، پوسته پوسته شدن، التهاب و ناراحتی را تسکین می‌دهد.